# 모리츠 바그너 (박물학자)

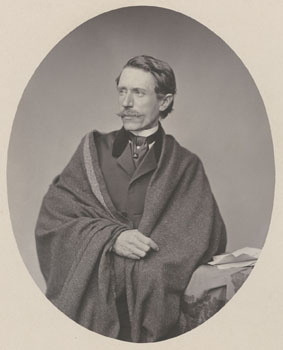

모리츠 바그너(Moritz Wagner, 1813년 10월 3일 ~ 1887년 5월 31일)는 독일의 탐험가, 수집가, 지리학자, 박물학자이다. 알제의 탐험에 3년(1836년~1839년)의 시간을 보냈다. 여기서 박물사의 중요한 관찰을 이루었고 이후 이를 보완하고 발전시켰다.